# Akhil Bharatiya Sena
Akhil Bharatiya Sena ("Allindiska armén") är ett politiskt parti i Indien, grundat 1998 och lett av den (tidigare?) gangsterledaren Arun Gawli ('Dady') i Bombay. Gawli hade tidigare stått nära Shiv Sena-ledaren Bal Thackeray, men 1996 inleddes en blodig konflikt mellan de två. Gawli organiserade ABS som en motpol till SS.
I valet till Lok Sabha 2004 fick Gawli 92 210 röster (26,5%) i valkretsen Mumbai South Central.
I kommunalvalet i Bombay 2002 besegrade Sunil Ghate Shiv Senas kandidat i Gawlis hemområde. Sunil Ghate är idag ABS enda ledamot i Bombays kommunfullmäktige.
ABS är baserat i Maharashtra, men har även avdelning i Goa.